# Архитектура Азербайджана
Архитектура Азербайджана (азерб. Azərbaycan memarlığı) — комплекс строительных сооружений на территории современного Азербайджана, представляющих архитектурно-историческую значимость. Архитектура Азербайджана включает архитектуру народов, проживавших и проживающих на территории страны. По разновидности используемых строительных материалов архитектурные сооружения Азербайджана можно разбить на две группы: группу строений, сооруженных из камня — в Баку, Шемахе и их окрестностях, и вторую группу — в Нахичевани, Гяндже, Барде и других районах, где в основном использован кирпич.

## История
Строительство эпохи энеолита и ранней бронзы на территории Азербайджана характеризуется мегалитическими и циклопическими сооружениями в предгорьях Малого Кавказа и на территории Нахичевани, остатками доисторического жилья (прообраз народного жилища — карадам).
Архитектурное наследие Кавказской Албании представлено сооружениями, сохранившимися в северных областях современного Азербайджана, среди которых выделяется церковь у села Киш (VI либо XII век) в Шекинском районе, остатки сооружений крепости Чирах-кала (VI век) у города Габала, базиликальный храм в селе Кум Гахского района, круглый храм в селе Лекит (V—VI века; булыжный камень, известняк, обожжённый кирпич) и руины храмового комплекса в Мингечевире (VII век, кирпич-сырец). К самым ранним сохранившимся в Азербайджане сооружениям относятся храмы в сёлах Кум и Лекит и основание Девичей башни в Баку. 
Архитектуру раннефеодального периода на территории Азербайджана характеризуют огромные оборонительные сооружения: бешбермакские, гильгильчайские (см. также Чираг-гала) и закатальские. Старейшими исламскими зданиями можно назвать мечети VIII века в Ахсу и Джума-мечеть в Шемахе.
После арабского завоевания в VII веке и распространения ислама начала развиваться мусульманская культура — строились мечети, минареты, медресе, мавзолеи.
В IX—X веках с ослаблением Арабского халифата на территории Азербайджана возникло множество небольших государств, в городах которых (Барда, Шамахия, Байлакан, Гянджа, Нахичевань) складывались локальные архитектурно-художественные школы. Среди них — нахичеванская, характеризующаяся керамическим убранством зданий, ширвано-апшеронская, отличающаяся контрастом глади каменных стен и пластичной разработки архитектурных элементов.
Памятники искусства Азербайджана XII—XIII веках — мавзолеи Момине-хатун, Юсуфа ибн Кусейира и мавзолей в Джуге (в Нахичевани), Девичья башня в Баку, замки XIII века в  Мардакяне и Нардаране а также Ханега на реке Пирсагат.
В XIV—XVI веках с ростом городов стало развиваться кирпичное и каменное зодчество, одним из образцов которого является дворец Ширваншахов в Баку. Традиции местных школ нашли продолжение в башенных мавзолеях XIV века в Барде и в с. Карабагляр, в 12-гранном шатровом мавзолее в селе Хачин-Дорбатлы (1314 год, зодчий Шахензи), в крепостной архитектуре замка XIV века в селе Рамана. Интересна двухъярусная купольная усыпальница Дири-Баба в городе Мараза (1402 год, зодчий — сын устада Гаджи).
В XVII—XVIII веках, в период ирано-турецких войн и междоусобиц, монументальное строительство значительно сократилось. Достраивался культурный комплекс Имамзаде в Гяндже, в XVIII веке был построен украшенный росписями дворец шекинских ханов. В народном зодчестве также сохранились архитектурно-строительные традиции.
Девичья башня является памятником XII века в Старом городе Баку. Дворец Ширваншахов, датируемый XV веком, в 2000 году наряду с обнесённой крепостными стенами исторической частью города и Девичьей башней, был включён в список Всемирного наследия ЮНЕСКО. В Девичьей башне находится музей, посвященный истории города Баку.
- Церковь в селе Киш, XII век
- Церковь в селе Кум VI—VII века, Кахский район Азербайджана
- Руины крепостных стен древней Кабалы
- Мамрухский храм
- Килседагский храм
- Едди Килисе
- Церковь в селе Лекит

## Дворцы
- Комплекс Дворца Ширваншахов (1420—1460 гг.) в Баку;
- Дворец шекинских ханов (1797 год, архитектор Хаджи Зейналабдин из Шираза);
- Ханский Дворец в Нахичевани (1809 год).

- Дворец Ширваншахов, XV век.
- Дворец шекинских ханов, конец XVIII века.
- Ханский дворец в Нахичевани, XIX век.
- Дворец карабахских ханов в Шуше в XIX веке.
- Дворец ленкоранских ханов, XIX век.
- Руины дворца Гянджинского хана в конце XIX — в начале XX вв.

## Крепости
- Девичья Башня в Баку (XII век, архитектор Масуд ибн Давуд);
- Крепость Ичери Шехер — бакинская Крепость, XII—XV века[8];
- Крепости в Мардакяне (круглый замок 1232 год, архитектор Абдулмеджид ибн Максуд, Четырёхугольный замок, XIV век);
- Нардаранская крепость (1301 год, архитектор Махмуд ибн Сад);
- Раманинская крепость (XIV век);
- Крепость Гялярсян-Гёрярсян (VIII—IX вв.);
- Шекинская крепость (XV век);
- Крепость Алинджа-Кала (IX—XIII вв.) — находится на территории Нахичеванской автономной республики;
- Сабаиловский Замок — резиденция Ширваншахов, находящаяся ныне под водой в Бакинской бухте, XIII век;
- Шушинская крепость;
- Крепость Аскеран;
- Крепость Джраберд.

- Пери-кала, точное время строительства неизвестна
- Чирах-кала, V—VI вв.
- Намерд Кала, IX-XII вв.
- Девичья башня, XII век
- Крепость Ичери Шехер, XIII-XV века
- Нардаранская крепость, 1301 г.
- Четырёхугольный замок в Мардакянах, XII век
- Раманинская крепость, XIV век
- Ичери-базар, в центре Гаха, XVIII в.
- Аскеранская крепость, 1751 г.
- Нухинская крепость, XVIII в.
- Шушинская крепость, XVIII в.
- Шахбулагский замок, XVIII в.

## Мавзолеи
- Гробница Юсифа ибн Кусейра — 1162 год, Аджеми ибн Абубекр Нахчивани;
- Гробница Момине хатун — 1186 год, Аджеми ибн Абубекр Нахчивани;
- Мавзолей Гюлистан — начало XIII века, вблизи селения Джуга Нахичеванской АР;
- Мавзолей Шейх Баби Иа'куба — 1273—1274 года, Физулинский район, предполагаемый архитектор Али Меджид-ад-дин;
- Мавзолей в селе Ахмедаллар — XIII век, Физулинский район;
- Мавзолей Мирали — XIII—XIV века в селении Ашагы Вейселли Физулинского района;
- Мавзолей Йахйи ибн Мухаммада ал-Хаджа — 1305 год,  селение Мамедбейли Зангеланского района;
- Мавзолей в Барде — 1322 год, архитектор Ахмед ибн Эйюб ал-Хафиз Нахчивани;
- Мавзолей в селе Паправенд — XIV век, Агдамский район;
- Мавзолей в селе Хачин-Дорбатлы — XIV век, Агдамский район;
- Мавзолей Ахсадан-баба — XIV век, Ахмед, сын Эйюба;
- Мавзолей в селении Карабаглар — XIV век, Нахичеванская АР;
- Мавзолей Дирибаба — 1402 год,  Мараза;
- Мавзолей Сейида Йахья Бакуви — XV век, Баку, комплекс Дворца Ширваншахов;
- Мавзолей «Йедди-кумбез» — XV век, в Шемахе;
- Мавзолей шейха Джунейда — 1544 год, в селении Хезре нынешнего Гусарского района;
- Мавзолей Ноя — Нахичевань;
- Текийе в селе Ханега — XIII—XV вв., Джульфинский район.

- «Мавзолей «Джомард-Кассаб»» в Гяндже, XII век[9]
- Гробница Юсифа ибн Кусейра в Нахичевани, 1162 г.
- Гробница Момине хатун в Нахичевани, 1186 г.
- Мавзолей «Гюлистан» (вид после реставрации) в Джульфинском районе, XII или XIII век
- «Мавзолей в селении Карабаглар» в Кенгерлинском районе, XII-XIV вв.
- Мавзолей в Барде, 1322 г.
- Текийе в селе Ханега Джульфинского района, XIII—XV вв.
- «Мавзолей Ноя» (вид после реставрации) в Нахичевани, XVI век
- «Мавзолей шейха Джунейда» в Гусарском районе, 1544 г.
- Мавзолей «Едди Гюмбез» в Шемахы,  XVIII—XIX вв.
- «Мавзолеи в селе Калахана» в Шемахы,  XVIII—XIX вв.

## Мечети
Среди архитектурных построек в Азербайджане особо выделяются ханегяхи, строительство которых относят к IX—X векам. Ханегяхи служили прибежищем для суфиев, не имевших собственного жилья, местом совместных религиозных ритуалов, суфийских церемоний. В каждой из них обязательно находилась мечеть. Во многих случаях ханегяхи формировались в течение длительного времени вблизи захоронений святых — пиров. По совершенству архитектурно-пространственного решения и солидности функциональной нагрузки среди ханегяхов Азербайджана заметно выделяется ханегях Пир Гусейн, представляющий собой памятник общенационального значения. Он находится в селе Губалыбалоглан Гаджигабульского района , на берегу реки Пирсаат, и связан с именем знаменитого суфийского шейха XI века Пир Гусейна Равани (Ширвани), младшего брата персидского суфийского поэта и философа Баба Кухи Ширази (948—1050), который был известен на Ближнем Востоке под именем Баба Кухи и похоронен в Ширазе.
Некоторые мечети:
- Джума мечеть в Шемахе — основана в 743 году, реконструирована многократно;
- Мечеть Мухаммеда в Баку (1078—1079 гг.);
- Дворцовая мечеть в Баку (XV век) — входит в комплекс Дворца Ширваншахов;
- Мечеть Туба-Шахи (XV век);
- Джума мечеть в селении Баскал;
- Мечеть шах Аббаса в Гяндже (XVII век);
- Агдамская мечеть (середина XIX века);
- Верхняя мечеть Говхар-аги в Шуше (XVIII-XIX века);
- Мечеть Тезепир (1905—1914 гг.);
- Мечеть Биби-Эйбат — построена в 1282 году. Мечеть была разрушена в 1936 году, существующее сооружение построено в 1998—1999 гг.

- Джума мечеть в Шемахе (VIII век)
- Мечеть Мухаммеда в Баку (1078—1079 года)
- Джума мечеть в Баку (1899 год, минарет — 1437 год)
- Мечеть шах Аббаса в Гяндже (XVII век)
- Джума мечеть в Ордубаде (XVII век)
- Мечеть Омар Эфенди (XIX век)
- Большая базарная мечеть в Ленкорани (1864 г.)
- Агдамская мечеть (1868-1870 гг.)
- Мечеть Озан в Гяндже (1884 г.)
- Нижняя мечеть Гевхар-аги в Шуше (XIX век)
- Мечеть Тезепир в Баку. 1905—1914гг.
- Джума мечеть в Нахичевань (XII век)
- Мечеть Биби-Эйбат в Баку. 1260—1282 гг. разрушена в 1936, существующее сооружение построено в 1998—1999 гг.

## Храмы и церкви
- Храм огнепоклонников Атешгях, (XVIII век) — индуистский храм в Сураханах, сооружён проживавшей в Баку индусской общиной[12][13];
- Церковь в селе Киш;
- Православный Собор Рождества Пресвятой Богородицы в Баку;
- Православный кафедральный собор святых жен-мироносиц (1908—1909 гг.) в Баку;
- Православный Михайло-Архангельский храм в Баку;
- Церковь Святого Григория Просветителя в Баку (1903 год);
- Церковь Святого Георгия в Гахе;
- Костёл Пресвятой Девы Марии (1912 год) — католический храм в Баку, был снесён в 1938 году;
- Католический Храм Непорочного Зачатия Пресвятой Девы Марии (2007 год) в Баку;
- Лютеранская кирха (1899 год) — лютеранская церковь в Баку. Была закрыта в годы советской власти, в настоящее время в здании расположен концертный зал.

- Атешгях
- Кафедральный собор Святых Жен-мироносиц
- Православный Собор Рождества Пресвятой Богородицы
- Александро-Невская церковь а Гяндже
- Церковь Спасителя в Баку
- Лютеранская церковь а Гяндже
- Церковь Непорочного зачатия в Баку
- Церковь Святого Елисея в Нидже
- Церковь в селе Кётюклю в Гахском районе
- Церковь Воздвижения Креста Господня в Гахе
- Церковь Святой Нино в Алибейли

## Мосты
Мосты занимали ведущее место среди инженерных сооружений древнего и средневекового Аррана и Ширвана. Они строились на дорогах, которые связывали торговые центры: Баку, Шемаху, Гянджу, Тебриз, Ардебиль с путями мирового транзита.
- Худаферинские мосты на реке Аракс[14];
- 4-пролётный Красный мост в Газахском районе (XVII век, остатки прежнего моста XII в.)[15];
- Джугинский мост на реке Аракс, неподалёку от Джульфы[15];
- 3 моста на Гянджачае (остатки; XII—XIII вв.)[15].

- 15-пролётный Худаферинский мост
- Красный мост на азербайджано-грузинской границе
- Мост в Гахе
- Мост через реку Тертер-чай VI — VII вв. в Барде
- Мост "Ганлы" в Кедабеке, конец XIX века.

## Бани
Одним из наиболее распространённых общественных сооружений Азербайджана являлись бани. Кроме выполнения санитарно-гигиенических функций в городах они одновременно служили местом встречи и отдыха. Помещения бани иногда использовали и как место проведения спортивных занятий. Их строили из сырца в виде конического купола. На вершине бани оставляли светодымовые отверстия. На территории Азербайджана расположено большое количество бань.
- Баня в селении Нардаран на Абшероне (1388 г., архитектор Кештасиф ибн Муса);
- Баня Гасымбека (XVIII—XIX вв.) в Ичери Шехере;
- Баня Гаджи Гаиба (XV век) в Ичери Шехере;
- Бани Ширваншахов (XV век) в Ичери Шехере;
- Баня в селении Баскал (XVII век);
- Баня в Гяндже («Чокек хамам», XVI век);
- Баня в Шуше (в квартале «Мердинли»);
- Баня в Губе («Чухур хамам»);
- Бани в Шеки (баня Агванлар, Подземная баня, баня Дяря — все три бани относятся к XIX столетию);
- Баня в Агдаме (баня в селении Абдал Гюлаблы, 1900 г. архитектор Кербалаи Сафихан Гарабаги).

- Баня Гаджи Гаиба в Баку, XV век
- Дворцовые бани Ширваншахов в Баку, XV век
- Баня Касым-бека в Ичери-шехере (Баку), XV век
- Баня в Гяндже (XVI век)
- Купольная баня (XVIII век)
- Баня Гаджи Шахверди (XIX век)
- Баня Агванлар в Шеки (XVI век)

## Архитектура XX века

### Архитектура начала века
С конца XIX века началось промышленное бурение нефтяных скважин Апшеронского полуострова, что способствовало росту производства во всех остальных отраслях промышленности Бакинской губернии. В начале XX века Баку превратился в один из передовых промышленных городов Российской империи. Быстрый экономический рост Баку сопровождался появлением многочисленной прослойки богатых промышленников, среди которых выделялись своим состоянием Эммануил Нобель, Гаджи Зейналабдин Тагиев, Муса Нагиев, Муртуза Мухтаров, Шамси Асадуллаев, Александр Манташев, возводивших в городе новые здания и сооружения. Меценатство стало основой строительства огромного числа общественных зданий, школ и больниц. Среди сооружённых в это время зданий выделялись Исмаилия (ныне здание Национальной академии наук Азербайджана), Театр братьев Маиловых (ныне здание Азербайджанского театра оперы и балета им. М. Ф. Ахундова), Дворец Мухтарова (ныне Дворец бракосочетания).
В 1920-х годах в Баку начались работы по посадке деревьев и садов. Статую М. А. Сабира заменил нынешний памятник (скульптор — Джалал Каръягды, архитекторы — Г. Ализаде, А. Исмайлов). Строительство нового приморского бульвара (расширение старого бульвара) в 1930-е годы оказало влияние на улучшение центральной части генерального плана города. Архитектура Баку этого периода характерна расширением крупных общественных домов и увеличением зелёных насаждений, предусмотренным в общей планировке 1924—1927 годов. 
Одной из важных мер в реализации генерального плана было строительство территории, объединяющей улицу 28 Мая и бульвар Бюльбюль. В Баку и других городах Азербайджана был построен ряд школ. Четырехэтажные здания, построенные по проектам Садыха Дадашева и Микаэля Усейнова в Баку и других городах страны, различают выразительность архитектурных решений. Для этих проектов характерны классические формы наряду с традициями национальной архитектуры. Тенденция к адаптации новой архитектуры к национальной архитектуре характеризует творческий поиск азербайджанского архитектора того времени. Совместная деятельность С. Дадашова и М. Усейнова занимала ведущее место в развитии этого направления
- Здание мэрии г. Баку. Архитектор Юзеф Гославский
- Дворец Мухтарова. Архитектор И. Плошко
- Здание Исмаиллия. Архитектор И. Плошко
- Театр оперы и балета. Архитектор Н. Баев[17]
- Дом Муса Нагиева. Архитектор И. Плошко
- Особняк де Бура. Архитектор Фон дер Нонне
- Дом Зингера в Гяндже.
- Особняк Зиядхановых в Гяндже
- Здание городской думы в Гяндже
- Здание Азербайджанская государственная филармонии. Архитектор Г. Тер-Микелов

### Архитектура советского периода
Азербайджанская советская архитектура 1920-х годов стилизована под архитектуру мусульманского Востока (здание железнодорожного вокзала в г. Баку), 1920—1930-х годов — пронизана идеей конструктивизма, которой были присущи чёткие линии проектов и прямые грани фасадов. Этот период связан с работами архитекторов Алексея Щусева, братьев Весниных, С. С. Пэна, Г. М. Тер-Микелова. Ранние работы Микаила Усейнова также были исполнены в стиле конструктивизма. В 1934 году ЦК Компартии Азербайджана был издан указ, критиковавший этот стиль и призывавший к возвращению к национальным традициям и корням. «Конструктивный» стиль не прижился надолго, и уже в 1930—1940-е годы на смену ему пришло творчество архитекторов С. А. Дадашева, В. А. Мунца и Микаила Усейнова, которые совместили в своих проектах классические и национальные архитектурные черты и формы. В этом ряду выделяется творчество Микаила Усейнова. Среди работ Усейнова в «классическо-национальном стиле» — Дворец Советов (1934), Азербайджанская государственная музыкальная академия (1936), Музей азербайджанской литературы им. Н. Гянджеви (1940), Азербайджанская национальная библиотека (1947) и комплекс зданий Академии наук Азербайжана (1948—1960). В 1936 году создан Союз Архитекторов Азербайджана. Первый секретарь ЦК Компартии Азербайджанской ССР Гейдар Алиев, руководивший республикой в 1969—1982 годы, призвал азербайджанских архитекторов объединить элементы современной мировой архитектуры с азербайджанским национальным стилем. Среди работ Усейнова того периода — станции метро Нариман Нариманов (1968), Низами Гянджеви (1970) и Академия Наук (1976), Гостевой дом в Загульба, жилые дома на проспекте Азадлыг и гостиница Кяпаз (1973) в Гяндже.
- Здание Киноцентр «Низами»
- Жилой дом учёных
- Жилой дом треста «Бузовнынефть»
- Здание Дома правительства Азербайджана. Архитекторы Лев Руднев и Владимир Мунц. 1936—1952 гг.
- Здание Национальной академии наук Азербайджана. 1960-е гг. Архитектор Микаэль Усейнов
- Гостиница Интурист в Баку. Архитектор Алексей Щусев. 1934 год (здание на фото отстроено заново по подобию снесённого старого)
- Спортивно-концертный комплекс имени Гейдара Алиева, 1977
- Отель Respublika в Баку, 1970
- Здание мэрии Гянджи

### Мавзолеи XX века
- «Мавзолей Низами Гянджеви» в Гяндже, 1947
- Мавзолей Гусейна Джавида в Нахичевани
- Мавзолей Вагифа в Шуше[19]
- Мавзолей последнего хана Гянджинского ханства — Джавад Хана в Гяндже

## Архитектура современного Азербайджана
Современная архитектура Азербайджана воплощает в себе все наследие предыдущих лет. Во вновь возводимых зданиях и сооружениях используются «мусульманский», «готический», «классический», «модернистский» стили с привнесением элементов национальной архитектуры. Построенные в последние годы здания чаще всего облицовываются известняковым камнем аглай, залежи которого находятся преимущественно на Апшеронском полуострове. Также применяется в качестве внешнего облицовочного материала мрамор, гранит и алюминиевые композитные панели. 
В соответствии с Государственной программой развития регионов Азербайджана ведутся работы по строительству новых зданий и капитальному ремонту значимых архитектурных объектов практически во всех городах Азербайджана.
Государством проводится целенаправленная политика на улучшение внешнего облика города Баку. Строятся новые жилые дома и административные здания, реставрируются фасады старых архитектурных построек. Производится благоустройство парковой и фонтанной зоны. Архитектурный облик Баку стремительно меняется. Среди зданий, появившихся в последние годы, выделяется Flame Towers —  комплекс из 3-х зданий, построенных в нагорной части в виде пламеней огня, которые олицетворяют символ Азербайджана — «Страны огней» («Odlar Yurdu»), комплекс включает офисы, резиденции, также отель Fairmont Baku. Помимо Flame Towers можно отметить построенный для проведения конкурса «Евровидение-2012» концертный зал «Сrystal Hall», шедевр британского архитектора Захи Хадид культурный центр Гейдара Алиева, Port Baku towers, Port Baku residence, Azure, Trump tower Baku, The Crescent Development Project, SOCAR tower.
В 2007 году подписан указ о создании нового здания для Музея азербайджанского ковра на территории Приморского национального парка. В 2014 году под руководством австрийского архитектора Франца Янца строительство музея было завершено.

## Государственное регулирование
В 2001 году утверждён список недвижимых памятников истории и культуры.
В 2025 году 51 новому объекту присвоен статус памятника, и он взят под государственную охрану.
Действует Государственная служба по сохранению, развитию и восстановлению культурного наследия, Государственный комитет по градостроительству и архитектуре.

## Галерея
- Landmark Tower
- Культурный центр Гейдара Алиева
- SOCAR Tower
- Бакинский Конгресс центр
- Baku White City Office Building
- Здание Музей азербайджанского ковра
- Международный аэропорт Гейдар Алиев
- Бакинский олимпийский стадион
- Дворец водных видов спорта
- Гянджинская государственная филармония
- Port Baku Residence и 1 Port Baku Towers
- Физулинский международный аэропорт